# 萨讷河 (滨海塞纳省)
萨讷河（法語：Saâne，法語發音：[san]）是法国诺曼底大区滨海塞纳省的一条沿海河流，长41千米，发源自耶维尔，于滨海圣玛格丽特和基贝维尔之间流入英吉利海峡。